# Кіцько (Західнопоморське воєводство)
Кіцько (пол. Kicko) — село в Польщі, у гміні Стара Домброва Старгардського повіту Західнопоморського воєводства.
Населення — 277 осіб (2011).
У 1975-1998 роках село належало до Щецинського воєводства.

## Демографія
Демографічна структура станом на 31 березня 2011 року:
|          | Загалом | Допрацездатний вік | Працездатний вік | Постпрацездатний вік |
| -------- | ------- | ------------------ | ---------------- | -------------------- |
| Чоловіки | 147     | 32                 | 108              | 7                    |
| Жінки    | 130     | 24                 | 83               | 23                   |
| Разом    | 277     | 56                 | 191              | 30                   |